# Ban Chấp hành Trung ương Đảng Cộng sản Việt Nam khóa II
Đại hội Đảng Cộng sản Việt Nam II đã bầu ra Ban Chấp hành Trung ương khóa II (1951 - 1960) gồm 19 ủy viên chính thức và 10 ủy viên dự khuyết. Ban Chấp hành đã cử ra Bộ Chính trị gồm 7 ủy viên chính thức và 1 ủy viên dự khuyết.

## Ủy viên Bộ Chính trị
Bộ Chính trị được bầu tại Hội nghị lần thứ nhất Ban Chấp hành Trung ương Đảng với 7 Ủy viên chính thức và 1 Ủy viên dự khuyết.
Bộ Chính trị chấp hành các nghị quyết của Hội nghị toàn thể Trung ương, giải quyết những vấn đề thuộc chính sách, phương châm công tác lớn của Đảng giữa hai kỳ hội nghị toàn thể Trung ương.
Nếu chưa đến kỳ hội nghị toàn thể Trung ương mà Bộ Chính trị nhận thấy có những vấn đề quan trọng phải họp Trung ương để giải quyết thì Bộ Chính trị triệu tập hội nghị toàn thể Trung ương bất thường. Gặp trường hợp không thể triệu tập hội nghị toàn thể Trung ương, Bộ Chính trị có thể quyết định.

### Danh sách Ủy viên Bộ Chính trị
Ủy viên chính thức
1. Hồ Chí Minh (Chủ tịch Đảng, từ tháng 10 năm 1956 kiêm Tổng Bí thư)
2. Trường Chinh (Tổng Bí thư đến tháng 10 năm 1956)
3. Lê Duẩn (bầu vắng mặt)
4. Hoàng Quốc Việt (đến tháng 10 năm 1956)
5. Võ Nguyên Giáp
6. Phạm Văn Đồng
7. Nguyễn Chí Thanh
8. Lê Đức Thọ (bổ sung từ 8/1955)
9. Hoàng Văn Hoan (bổ sung từ 1956)
10. Nguyễn Duy Trinh (bổ sung từ 1956)
11. Phạm Hùng (bổ sung từ 1956)
12. Lê Thanh Nghị (bổ sung từ 1956)

Ủy viên dự khuyết
1. Lê Văn Lương (chính thức từ 8/1955, đến năm 1956 ra khỏi Bộ Chính trị)

## Ban Bí thư
Ban Bí thư chấp hành các nghị quyết của Bộ Chính trị; dựa theo các nghị quyết của Bộ Chính trị mà định chủ trương cụ thể và giải quyết những vấn đề về kế hoạch thi hành.

### Danh sách Ban Bí thư
1. Trường Chinh (đến 11/1958,[1] Tổng Bí thư đến 10/1956)
2. Phạm Văn Đồng (đến 11/1958)[1]
3. Lê Văn Lương (đến 10/1956)
4. Nguyễn Duy Trinh (bổ sung từ 8/1955)
5. Hồ Chí Minh (bổ sung từ 10/1956 đến 11/1958,[2] làm Tổng Bí thư từ 10/1956)
6. Võ Nguyên Giáp (bổ sung từ 10/1956 đến 11/1958[1])
7. Lê Duẩn (bổ sung từ năm 1957)
8. Phạm Hùng (bổ sung từ 11/1958)
9. Hoàng Anh (bổ sung từ 11/1958)
10. Tố Hữu (bổ sung từ 11/1958)

Hội nghị Trung ương lần thứ 10 (mở rộng) từ ngày 25-8 đến ngày 5-10-1956 đồng ý để Trường Chinh thôi giữ chức Tổng Bí thư, vẫn là Ủy viên Bộ Chính trị và Ủy viên Ban Bí thư Trung ương Đảng. Hồ Chí Minh là Chủ tịch Đảng kiêm Tổng Bí thư của Đảng. Về Bộ Chính trị, Hội nghị Trung ương lần thứ 10 (mở rộng) đã bổ sung thêm bốn ủy viên: Hoàng Văn Hoan, Phạm Hùng, Nguyễn Duy Trinh, Lê Thanh Nghị; Ban Bí thư được cử lại gồm Hồ Chí Minh, Trường Chinh, Phạm Văn Đồng, Võ Nguyên Giáp và Nguyễn Duy Trinh. Hội nghị đã quyết định kỷ luật: đưa Hồ Viết Thắng ra khỏi Ban Chấp hành Trung ương, đồng ý để Lê Văn Lương rút ra khỏi Bộ Chính trị, Ban Bí thư và đưa xuống làm Ủy viên dự khuyết Ban Chấp hành Trung ương.
Hội nghị Trung ương lần thứ 14 ngày 27/11/1958 quyết định cử lại Ban Bí thư gồm nǎm người: Lê Duẩn, Nguyễn Duy Trinh, Phạm Hùng, Hoàng Anh, Tố Hữu. Hội nghị quyết định Hồ Chí Minh, Chủ tịch kiêm Tổng Bí thư của Đảng, không tham gia Ban Bí thư để có thời giờ làm việc của Bộ Chính trị. Lê Duẩn được ủy nhiệm chủ trì công việc của Ban Bí thư. Ban Bí thư sẽ phân công một số thường trực để giải quyết công việc hàng ngày.

## Các hội nghị Trung ương Đảng
| Hội nghị TW lần thứ | Bắt đầu- Kết thúc        | Thời gian | Nội dung chính |
| ------------------- | ------------------------ | --------- | --- |
| 1                   | 13-16/3/1951             | 4 ngày    | Hội nghị xác định tính chất trường kỳ gian khổ, tự lực cánh sinh của cuộc kháng chiến, quyết định phương châm, nhiệm vụ trong tình hình mới. |
| 2                   | 27/9-5/10/1951           | 10 ngày   | Hội nghị quyết định ba nhiệm vụ lớn nhằm củng cố và phát triển sức kháng chiến của toàn dân. |
| 3                   | 22-28/4/1952             | 9 ngày    | Hội nghị bàn về việc đẩy mạnh chiến tranh du kích, bồi dưỡng lực lượng kháng chiến, nâng cao sức mạnh quân đội và xây dựng Đảng. |
| 4                   | 25-30/1/1953             | 6 ngày    | Hội nghị quyết định tiến hành cải cách ruộng đất trong kháng chiến. |
| 5                   | 14-23/11/1953            | 10 ngày   | Tổ chức cùng Hội nghị toàn quốc lần thứ nhất của Đảng. Hội nghị bàn về nhiệm vụ cải cách ruộng đất và thông qua cương lĩnh ruộng đất của Đảng. |
| 6 mở rộng           | 15-17/7/1954             | 3 ngày    | Hội nghị bàn về tình hình mới nhằm phá tan âm mưu kéo dài và mở rộng chiến tranh của đế quốc Mỹ. |
| 7 mở rộng           | 3-12/3/1955              | 10 ngày   | Hội nghị đề ra 5 nhiệm vụ nhằm cải cách miền Bắc và đấu tranh tiến tới thực hiện thống nhất đất nước. |
| 8 mở rộng           | 13-20/8/1955             | 8 ngày    | Hội nghị đề ra nhiệm vụ tập hợp mọi lực lượng nhằm thực hiện hòa bình thống nhất nước nhà. |
| 9 mở rộng           | 19-24/4/1956             | 6 ngày    | Hội nghị quyết định tăng cường sự lãnh đạo tập thể trong Đảng, thực hiện việc mở rộng dân chủ nội bộ, xác định vai trò quần chúng nhân dân và vai trò cá nhân trong lịch sử. |
| 10 mở rộng          | 25/8-5/10/1956           | 39 ngày   | Hội nghị kiểm điểm công tác cải cách ruộng đất ở miền Bắc, đề ra nhiệm vụ kiên quyết sửa chữa sai lầm trong cải cách ruộng đất, chỉnh đốn tổ chức, phát huy những kết quả thắng lợi đã đạt được và bàn một số vấn đề khác. Tại Hội nghị, Trung ương Đảng quyết định Trường Chinh thôi giữ chức Tổng Bí thư, bầu bổ sung 4 ủy viên Bộ Chính trị. |
| 11 mở rộng          | 3-7/12/1956              | 5 ngày    | Hội nghị kiểm điểm công tác kế toán tài chính trong 2 năm qua và đề ra nhiệm vụ, phương hướng công tác tài chính năm 1957. |
| 12 mở rộng          | 3/1957                   | 7 ngày    | Hội nghị thảo luận và thông qua hai nội dung quan trọng: Về kế hoạch nhà nước năm 1957 và Vấn đề xây dựng quân đội, củng cố quốc phòng. |
| 13 mở rộng          | 19-21/12/1957            | 3 ngày    | Hội nghị bàn về cải tiến chế độ tiền lương. |
| 14                  | 11/1958                  | 5 ngày    | Hội nghị bàn về nhiệm vụ kế hoạch 3 năm (1958 - 1960) và tổng kết cải cách ruộng đất. |
| 15 mở rộng          | 12-22/1/1959             | 11 ngày   | Hội nghị quyết định về nhiệm vụ cách mạng ở miền Nam và vai trò, vị trí miền Bắc Xã hội chủ nghĩa đối với sự nghiệp giải phóng miền Nam. |
| 16 mở rộng          | 16-30/4/1959 1-10/6/1959 | 25 ngày   | Hội nghị bàn về hợp tác hóa nông nghiệp và cải tạo công thương nghiệp tư bản tư doanh. |
| 17 mở rộng          | 10/1959                  | 10 ngày   | Hội nghị quyết định về việc tổ chức Đại hội Đảng ở các cấp và cử đại biểu đi dự Đại hội toàn quốc của Đảng. |

## Ủy viên chính thức Trung ương
| STT | Họ và tên        |
| --- | ---------------- |
| 1   | Hồ Chí Minh      |
| 2   | Trường Chinh     |
| 3   | Nguyễn Chí Thanh |
| 4   | Lê Duẩn          |
| 5   | Võ Nguyên Giáp   |
| 6   | Phạm Văn Đồng    |
| 7   | Lê Đức Thọ       |

| STT | Họ và tên                 |
| --- | ------------------------- |
| 8   | Nguyễn Lương Bằng         |
| 9   | Hoàng Quốc Việt           |
| 10  | Chu Văn Tấn               |
| 11  | Tôn Đức Thắng             |
| 12  | Lê Văn Lương (đến 9/1956) |
| 13  | Trần Đăng Ninh (mất 1955) |

| STT | Họ và tên        |
| --- | ---------------- |
| 14  | Hoàng Văn Hoan   |
| 15  | Trần Quốc Hoàn   |
| 16  | Lê Thanh Nghị    |
| 17  | Nguyễn Duy Trinh |
| 18  | Phạm Hùng        |
| 19  | Ung Văn Khiêm    |

Từ năm 1955, có thêm 6 ủy viên chính thức:
1. Tố Hữu
2. Trần Hữu Dực
3. Bùi Quang Tạo
4. Xuân Thủy
5. Trần Nam Trung (Trần Lương)
6. Nguyễn Thị Thập

Danh sách Ủy viên chính thức Trung ương Đảng khóa II (theo thứ tự ABC)
| STT | Họ và tên                |
| --- | ------------------------ |
| 1   | Nguyễn Lương Bằng        |
| 2   | Trường Chinh             |
| 3   | Lê Duẩn                  |
| 4   | Trần Hữu Dực (từ 3/1955) |
| 5   | Phạm Văn Đồng            |
| 6   | Võ Nguyên Giáp           |
| 7   | Hoàng Văn Hoan           |
| 8   | Trần Quốc Hoàn           |
| 9   | Phạm Hùng                |

| STT | Họ và tên                 |
| --- | ------------------------- |
| 10  | Tố Hữu (từ 1955)          |
| 11  | Ung Văn Khiêm             |
| 12  | Lê Văn Lương (đến 9/1956) |
| 13  | Hồ Chí Minh               |
| 14  | Lê Thanh Nghị             |
| 15  | Trần Đăng Ninh (mất 1955) |
| 16  | Bùi Quang Tạo (từ 3/1955) |
| 17  | Chu Văn Tấn               |

| STT | Họ và tên                   |
| --- | --------------------------- |
| 18  | Nguyễn Chí Thanh            |
| 19  | Tôn Đức Thắng               |
| 20  | Nguyễn Thị Thập (từ 3/1955) |
| 21  | Lê Đức Thọ                  |
| 22  | Xuân Thủy (từ 3/1955)       |
| 23  | Nguyễn Duy Trinh            |
| 24  | Trần Nam Trung (từ 3/1955)  |
| 25  | Hoàng Quốc Việt             |

## Ủy viên dự khuyết Trung ương
1. Nguyễn Khang
2. Nguyễn Văn Trân
3. Hà Huy Giáp
4. Hồ Viết Thắng (Hồ Sĩ Khảng) (đến tháng 9 năm 1956)
5. Văn Tiến Dũng
6. Tố Hữu (ủy viên chính thức từ năm 1955)
7. Hồ Tùng Mậu (hy sinh 23/7/1951)
8. Nguyễn Văn Kỉnh
9. Nguyễn Chánh (mất 1957)
10. Hoàng Anh
11. Đỗ Mười (từ tháng 3 năm 1955)
12. Lê Văn Lương (từ tháng 9 năm 1956)
13. Trần Hữu Dực (ủy viên chính thức từ tháng 3 năm 1955)
14. Bùi Quang Tạo (ủy viên chính thức từ tháng 3 năm 1955)
15. Xuân Thủy (ủy viên chính thức từ tháng 3 năm 1955)
16. Trần Nam Trung (Trần Lương) (ủy viên chính thức từ tháng 3 năm 1955)
17. Nguyễn Thị Thập (ủy viên chính thức từ tháng 3 năm 1955)